# Daugavpils
« Dinaburg » redirige ici.  Pour le club de football, voir Dinaburg FC.
Daugavpils (/ˈdaʊɡaʊpils/, en russe : Даугавпилс et Dvinsk (1893-1920), Dunebourg en français ; en allemand : Dünaburg ; en polonais : Dyneburg) est la deuxième ville en population (avec 95 000 habitants) de la Lettonie. C'est l'une des sept grandes villes de Lettonie ayant un statut particulier de valstspilsētas. C'est également le chef-lieu de la province orientale de Latgale. La ville se trouve dans le Sud-Est de la Lettonie, sur les deux berges du fleuve Daugava. Elle est très proche des frontières lituanienne, biélorusse et russe. La langue officielle est le letton, mais la langue de communication majoritaire entre les différentes communautés reste le russe. Une grande partie de la population parle également le latgalien.

## Variété de nomination
Daugavpils a connu différents noms, au XVIe siècle Borissoglebsk, jusqu'au XIXe siècle Dünabourg, puis Dvinsk, et à partir de 1920 jusqu'à nos jours Daugavpils.

## Histoire

### Livonie
Les premiers documents mentionnent en 1275 le château fort de Dünaburg édifié par le baron Ernst von Razeburg sur ordre du grand-maître de l'Ordre de Livonie (Ordo Fratres miliciæ Christi de Livonia), au bord de la Dvina occidentale. Ses ruines se trouvent à une dizaine de kilomètres de la ville moderne. Le château fort était une forteresse d'importance pour défendre la région contre les attaques des populations lives et des princes russes. Plusieurs fois reconstruit, il est finalement pris par Ivan III en 1481.

### Union de Lublin
La Guerre de Livonie commence en 1558, et le roi Sigismond II de Pologne rend le château et les villages alentour à l'Ordre de Livonie, pour s'assurer de son soutien matériel et militaire. En effet, Dünabourg devient la forteresse principale du grand-duché outre-dvinien (Ducatus Ultradunensis), ou grand-duché de Livonie. Il est cependant détruit en 1577 par les troupes d'Ivan le Terrible. Les ruines servent à construire un nouveau bourg à l'emplacement actuel de Daugavpils avec un petit fort.
Dünabourg reçoit les droits de cité des mains du roi de Pologne Étienne Báthory, le 26 mars 1582.
La ville devient en 1629, après les guerres polono-suédoises et les pertes de territoires qui s'ensuivent en Livonie pour les Polonais, au profit des Suédois, le siège principal du petit voïvodat de Livonie. La ville de Dünabourg et ses environs sont pris par le tsar Alexis Romanov en 1659, pendant la première guerre du Nord contre la Suède et ses alliés, qui menacent le nord et l'ouest de la Russie. Elle est rebaptisée Borissoglebsk (ville des saints Boris et Gleb). La ville est reprise par les Polonais en 1667.

### Empire russe

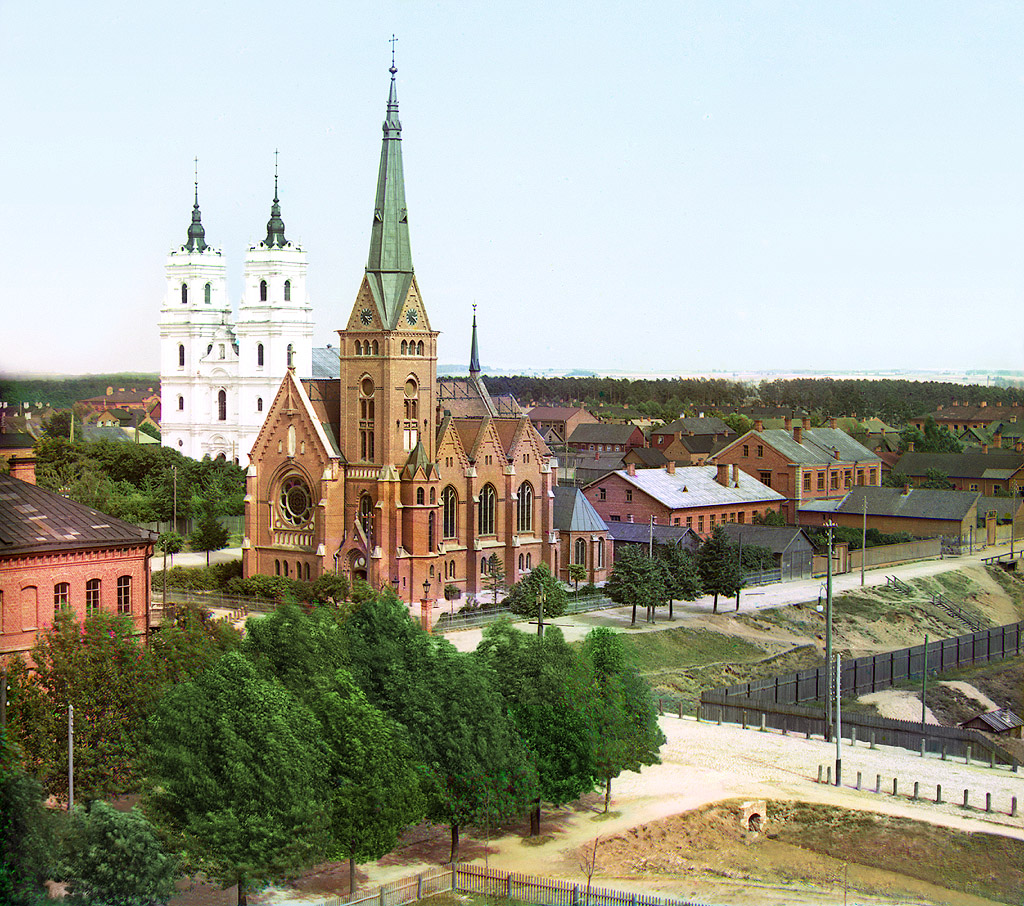
Dvinsk en 1912, avec l'église luthérienne en premier plan et l'église de l'Immaculée-Conception au fond.

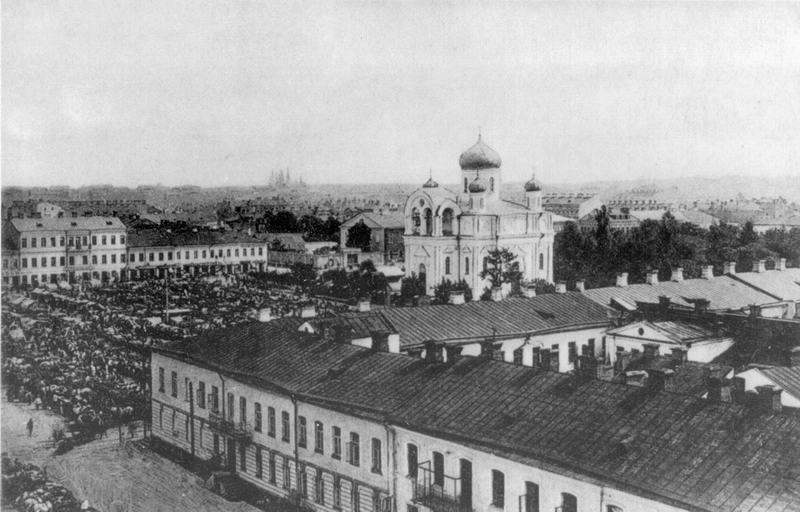
Place du marché de Dvinsk en 1910, avant la démolition en 1969 de la cathédrale orthodoxe Saint-Alexandre-Nevski

Dünabourg entre dans le territoire de l'Empire russe, lors du premier partage de la Pologne en 1772, selon l'accord entre les puissances. Elle entre d'un point de vue administratif dans le gouvernement de Pskov et en 1802 devient le chef-lieu de l'ouiezd de Dünabourg, faisant partie du gouvernement de Vitebsk. On construit entre 1810 et 1833 une nouvelle forteresse moderne, avec une interruption pendant l'invasion de la Grande Armée napoléonienne, cette forteresse joue un rôle important pendant cette guerre de 1812 et la Retraite de Russie. Une fontaine de l'Arsenal commémore la victoire sur la France.
Le bourg est modernisé en 1826, date de la construction des nouveaux quartiers, et la vieille ville démolie.
Dünabourg prend le nom russe de Dvinsk par oukaze du 14 janvier 1893.
Au XIXe siècle, la ville est un nœud de communication important. Le chemin de fer joint la ville à Riga (1861), Saint-Pétersbourg (1860), Varsovie (1862), Vitebsk (1866) ou encore Oriol. Le fameux Nord-Express s'y arrête. Le fleuve permet les échanges et une route Saint-Pétersbourg - Varsovie est construite.
Dvinsk compte 112 837 habitants en 1914, devenant ainsi la ville la plus importante du gouvernement de Vitebsk d'un point de vue démographique et industriel.

### De 1915 à 1920
La plupart des usines sont évacuées plus à l'intérieur de la Russie au début de la Première Guerre mondiale et le front s'approche de Dvinsk à l'automne 1915, les Allemands sont à Novoalexandrovsk (aujourd'hui Zarasai) le 3 septembre. Des combats importants ont lieu sur les hauteurs de la Dvina. Les Russes comparent Dvinsk à Verdun, car la guerre de position s'amorce, la ville étant située sur la route de Petrograd (ex-Saint-Pétersbourg). Dvinsk est bombardée et évacuée de ses industries et administrations. Cinq armées russes commandées par le général Plehve (1850-1916) et le général Gourko (1864-1937) sont positionnées autour de la ville. Les combats sont extrêmement rudes à l'hiver 1916-1917, mais des amorces de fraternisation commencent après la révolution de février et à l'automne 1917 l'influence des bolchéviques renforce le pacifisme des troupes.
Le décret de paix signé par Lénine le 8 (26) octobre 1917 provoque un cessez-le-feu[réf. nécessaire]. Une délégation de plénipotentiaires du soviet des commissaires du peuple en provenance de Petrograd pour Brest-Litovsk traverse Dvinsk en novembre pour mener les pourparlers de paix avec l'Allemagne. L'ouïezd de Dvinsk, qui fait partie du gouvernement de Vitebsk depuis 1802, entre le 31 décembre 1917 par décision du soviet de la Russie bolchévique, dans le territoire du Comité exécutif du Soviet des ouvriers, des soldats et des sans-terre de Lettonie, dit Iskolats (1917-1918), alors qu'une minorité infime de Lettons y vivent. Mais son territoire évacué par l'armée allemande est pris par des divisions lettones bolchéviques. Les Allemands reprennent les territoires le 18 février 1918, mettant fin à l'Iskolats. La chute de l'Empire allemand et la révolution spartakiste modifient la situation : les Allemands évacuent sans combat. Les Bolchéviques peuvent reprendre la région sans coup férir. L'Armée rouge fait son entrée dans Dvinsk, le 9 décembre 1918 qui intègre la République soviétique socialiste de Lettonie le 17 février 1918. Le président en est un certain temps Pēteris Stučka.
Puis, les Polonais interviennent. L'armée polonaise du général Rydz-Smigly occupe Dvinsk le 3 janvier 1920. Le traité de Riga 11 juillet 1920 fait entrer Dvinsk, qui devient Daugavpils, dans la nouvelle république de Lettonie indépendante.

### De 1939 à 1945
Les Allemands prennent la ville par un raid du 56e corps blindé (LVI. Armee-Korps (mot.), en allemand) du général von Manstein le 26 juin 1941, alors que l'Armée rouge se concentre sur le 41e corps blindé (XLI. Armee Korps (mot.), en allemand) plus à l'ouest.

Les Juifs sont dans un premier temps enfermés dans le Ghetto de Daugavpils avant d'être massacrés dans les bois aux alentours. Le nombre de victimes juives est estimé entre 13 000 à 16 000 ; c'est une phase importante de la Shoah en Lettonie.
La forteresse est le siège du Stalag 340.
La ville est occupée jusqu'en 1944.

### De 1945 à 1990
En 1953, Grīva, la ville voisine se situant sur la rive gauche de la Laucesa (lv), est administrativement attachée à Daugavpils.

## Géographie

### Climat
- Climat de Daugavpils (en)

| Mois                                        | jan.       | fév.       | mars      | avril      | mai       | juin      | jui.     | août      | sep.      | oct.      | nov.       | déc.      | année    |
| ------------------------------------------- | ---------- | ---------- | --------- | ---------- | --------- | --------- | -------- | --------- | --------- | --------- | ---------- | --------- | -------- |
| Température minimale moyenne (°C)           | −7,3       | −8,4       | −4,9      | 0,7        | 6,4       | 9,9       | 11,7     | 11,2      | 6,9       | 3,1       | −1,3       | −5,8      | 1,9      |
| Température moyenne (°C)                    | −4,4       | −4,9       | −0,5      | 6,4        | 12,3      | 15,3      | 17,7     | 16,4      | 11,3      | 6,3       | 0,7        | −3,2      | 6,1      |
| Température maximale moyenne (°C)           | −2,1       | −1,7       | 3,6       | 12,2       | 18        | 20,8      | 23,4     | 22        | 16,5      | 9,8       | 2,9        | −1,2      | 10,4     |
| Record de froid (°C) date du record         | −37,2 1970 | −37,2 1956 | −30 1960  | −18,9 1963 | −6,1 1965 | −1,1 1962 | 2,9 2009 | −1,5 1984 | −5 1956   | −15 1956  | −23,9 1998 | −39 1978  | −39 1978 |
| Record de chaleur (°C) date du record       | 10,2 2007  | 13,1 1990  | 18,4 1990 | 26,5 1996  | 30,2 1983 | 32,2 1964 | 34 2006  | 33,5 1992 | 31,3 1992 | 23,9 1966 | 16,1 1968  | 10,6 2006 | 34 2006  |
| Ensoleillement (h)                          | 34         | 61         | 123       | 170        | 250       | 259       | 255      | 226       | 151       | 90        | 33         | 22        | 1 674    |
| Précipitations (mm)                         | 45         | 35         | 38        | 33         | 54        | 82        | 73       | 75        | 63        | 55        | 56         | 49        | 656      |
| Record de pluie en 24 h (mm) date du record | 16 1995    | 23 1975    | 18 1979   | 99 1994    | 72 2005   | 102 1993  | 55 1973  | 52 1979   | 55 1955   | 28 1978   | 29 2006    | 20 1996   | 102 1993 |
| Nombre de jours avec précipitations         | 8          | 7          | 10        | 12         | 17        | 17        | 16       | 16        | 14        | 18        | 17         | 11        | 163      |
| Humidité relative (%)                       | 87         | 86         | 79        | 67         | 70        | 73        | 74       | 78        | 82        | 87        | 91         | 90        | 80       |
| Nombre de jours avec neige                  | 19         | 19         | 13        | 3          | 0,4       | 0         | 0        | 0         | 0,1       | 3         | 10         | 19        | 87       |
| Nombre de jours d'orage                     | 0          | 0          | 0,1       | 0,4        | 3         | 5         | 7        | 4         | 1         | 0         | 0          | 0         | 21       |
| Nombre de jours avec brouillard             | 0,4        | 1          | 2         | 1          | 1         | 1         | 1        | 1         | 3         | 3         | 3          | 2         | 19       |

| Diagramme climatique                                  |            |           |           |         |           |            |          |           |          |           |            |
| J                                                     | F          | M         | A         | M       | J         | J          | A        | S         | O        | N         | D          |
| −2,1−7,345                                            | −1,7−8,435 | 3,6−4,938 | 12,20,733 | 186,454 | 20,89,982 | 23,411,773 | 2211,275 | 16,56,963 | 9,83,155 | 2,9−1,356 | −1,2−5,849 |
| Moyennes : • Temp. maxi et mini °C • Précipitation mm |            |           |           |         |           |            |          |           |          |           |            |

## Population

### Évolution démographique

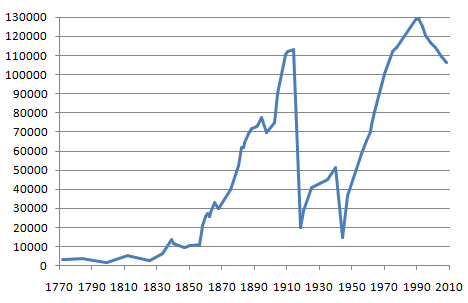
Évolution démographique de la ville de Daugavpils entre 1772 et 2008

| 1784  | 1825  | 1860   | 1897   | 1913    | 1914    | 1920   |
| ----- | ----- | ------ | ------ | ------- | ------- | ------ |
| 3 573 | 2 885 | 13 000 | 69 675 | 112 848 | 112 837 | 31 500 |

| 1925   | 1930   | 1935   | 1938   | 1940   | 1943   | 1944   |
| ------ | ------ | ------ | ------ | ------ | ------ | ------ |
| 40 640 | 43 226 | 45 160 | 40 071 | 51 300 | 28 579 | 14 832 |

| 1945   | 1946   | 1950   | 1955   | 1956   | 1959   | 1960   |
| ------ | ------ | ------ | ------ | ------ | ------ | ------ |
| 29 600 | 22 587 | 50 800 | 58 600 | 58 500 | 65 459 | 67 500 |

| 1966   | 1970    | 1975    | 1979    | 1989    | 1995    | 2000    |
| ------ | ------- | ------- | ------- | ------- | ------- | ------- |
| 88 900 | 100 400 | 110 300 | 115 600 | 129 000 | 120 000 | 115 265 |

| 2003    | 2007    | 2009    | 2010    | 2011    | 2012    | 2013   |
| ------- | ------- | ------- | ------- | ------- | ------- | ------ |
| 112 132 | 108 091 | 104 857 | 103 754 | 102 496 | 101 057 | 98 922 |

| 2017   | 2018   | 2019   | 2020   | 2021   | 2022   | - |
| ------ | ------ | ------ | ------ | ------ | ------ | - |
| 95 467 | 92 776 | 91 515 | 91 407 | 90 520 | 88 650 | - |

| Histogramme de l'évolution démographique de Daugavpils 1784-1959 |         |
| \| 1784 \| 3 573 \| \| 1825 \| 2 885 \| \| 1860 \| 13 000 \| \| 1897 \| 69 675 \| \| 1913 \| 112 848 \| \| 1914 \| 112 837 \| \| 1920 \| 31 500 \| \| 1925 \| 40 640 \| \| 1930 \| 43 226 \| \| 1935 \| 45 160 \| \| 1938 \| 40 071 \| \| 1940 \| 51 300 \| \| 1943 \| 28 579 \| \| 1944 \| 14 832 \| \| 1945 \| 29 600 \| \| 1946 \| 22 587 \| \| 1950 \| 50 800 \| \| 1955 \| 58 600 \| \| 1956 \| 58 500 \| \| 1959 \| 65 459 \| |         |
| 1784 | 3 573   |
| 1825 | 2 885   |
| 1860 | 13 000  |
| 1897 | 69 675  |
| 1913 | 112 848 |
| 1914 | 112 837 |
| 1920 | 31 500  |
| 1925 | 40 640  |
| 1930 | 43 226  |
| 1935 | 45 160  |
| 1938 | 40 071  |
| 1940 | 51 300  |
| 1943 | 28 579  |
| 1944 | 14 832  |
| 1945 | 29 600  |
| 1946 | 22 587  |
| 1950 | 50 800  |
| 1955 | 58 600  |
| 1956 | 58 500  |
| 1959 | 65 459  |

| Histogramme de l'évolution démographique de Daugavpils 1960-2022 |         |
| \| 1960 \| 67 500 \| \| 1966 \| 88 900 \| \| 1970 \| 100 400 \| \| 1975 \| 110 300 \| \| 1979 \| 115 600 \| \| 1989 \| 129 000 \| \| 1995 \| 120 000 \| \| 2000 \| 115 265 \| \| 2003 \| 112 132 \| \| 2007 \| 108 091 \| \| 2009 \| 104 857 \| \| 2010 \| 103 754 \| \| 2011 \| 102 496 \| \| 2013 \| 98 922 \| \| 2017 \| 95 467 \| \| 2018 \| 92 776 \| \| 2019 \| 91 515 \| \| 2020 \| 91 407 \| \| 2021 \| 90 520 \| \| 2022 \| 88 650 \| |         |
| 1960 | 67 500  |
| 1966 | 88 900  |
| 1970 | 100 400 |
| 1975 | 110 300 |
| 1979 | 115 600 |
| 1989 | 129 000 |
| 1995 | 120 000 |
| 2000 | 115 265 |
| 2003 | 112 132 |
| 2007 | 108 091 |
| 2009 | 104 857 |
| 2010 | 103 754 |
| 2011 | 102 496 |
| 2013 | 98 922  |
| 2017 | 95 467  |
| 2018 | 92 776  |
| 2019 | 91 515  |
| 2020 | 91 407  |
| 2021 | 90 520  |
| 2022 | 88 650  |

### Composition ethnique
| Composition ethnique de la population de Daugavpils en 2009 et 2022. |             |            |             |            | |
| Ethnie                                                               | 2009        | 2009       | 2022        | 2022       | Diagramme |
| Ethnie                                                               | Pourcentage | Population | Pourcentage | Population | Diagramme |
| Russes                                                               | 52,8%       | 55 320     | 47.8%       | 37 809     | Groupes ethniques en 2022 - Russes (47,8 %) - Lettons (20,9 %) - Polonais (12,9 %) - Biélorusses (7,3 %) - Ukrainiens (1,9 %) - Lituaniens (0,9 %) - Autres (8,2 %) |
| Lettons                                                              | 17,6%       | 18 411     | 20,9%       | 16 559     | Groupes ethniques en 2022 - Russes (47,8 %) - Lettons (20,9 %) - Polonais (12,9 %) - Biélorusses (7,3 %) - Ukrainiens (1,9 %) - Lituaniens (0,9 %) - Autres (8,2 %) |
| Polonais                                                             | 14,6%       | 15 327     | 12,9%       | 10 226     | Groupes ethniques en 2022 - Russes (47,8 %) - Lettons (20,9 %) - Polonais (12,9 %) - Biélorusses (7,3 %) - Ukrainiens (1,9 %) - Lituaniens (0,9 %) - Autres (8,2 %) |
| Biélorusses                                                          | 7,8%        | 8 206      | 7.3%        | 5 793      | Groupes ethniques en 2022 - Russes (47,8 %) - Lettons (20,9 %) - Polonais (12,9 %) - Biélorusses (7,3 %) - Ukrainiens (1,9 %) - Lituaniens (0,9 %) - Autres (8,2 %) |
| Ukrainiens                                                           | 2,1%        | 2 253      | 1.9%        | 1 527      | Groupes ethniques en 2022 - Russes (47,8 %) - Lettons (20,9 %) - Polonais (12,9 %) - Biélorusses (7,3 %) - Ukrainiens (1,9 %) - Lituaniens (0,9 %) - Autres (8,2 %) |
| Lituaniens                                                           | 1,0%        | 1 005      | 0.9%        | 686        | Groupes ethniques en 2022 - Russes (47,8 %) - Lettons (20,9 %) - Polonais (12,9 %) - Biélorusses (7,3 %) - Ukrainiens (1,9 %) - Lituaniens (0,9 %) - Autres (8,2 %) |
| Autres                                                               | 4,1%        | 4 335      | 8.2%        | 6 480      | Groupes ethniques en 2022 - Russes (47,8 %) - Lettons (20,9 %) - Polonais (12,9 %) - Biélorusses (7,3 %) - Ukrainiens (1,9 %) - Lituaniens (0,9 %) - Autres (8,2 %) |
| Total                                                                | 100%        | 104 857    | 100%        | 79 117     | Groupes ethniques en 2022 - Russes (47,8 %) - Lettons (20,9 %) - Polonais (12,9 %) - Biélorusses (7,3 %) - Ukrainiens (1,9 %) - Lituaniens (0,9 %) - Autres (8,2 %) |

## Transports

### Transports locaux

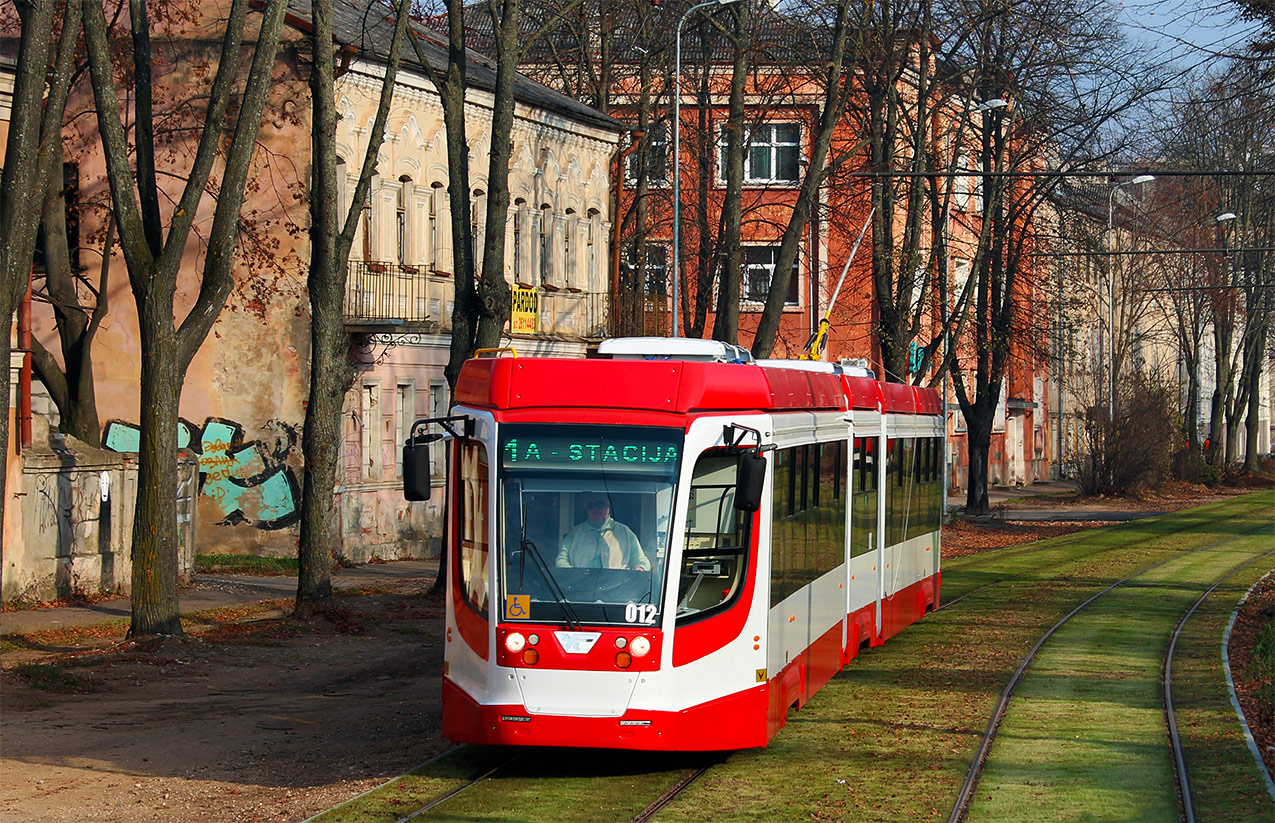
Rame 71-631 sur la ligne 1.

Le réseau de tramways, comporte quatre lignes et s'étend sur une longueur de 27 km, de voies larges (1 524 mm).
Il est géré par l'une des trois sociétés de tramway de Lettonie, avec Riga et Liepāja.
Les bus urbains complètent le réseau de transport local.

### Réseau routier
Daugavpils est située sur les « routes nationales principales », c'est-à-dire les routes nationales de première catégorie :
- depuis Riga via Ogre  et Jēkabpils jusqu'au poste frontière de Patarnieki en direction de la Biélorussie.
- depuis la frontière entre la Lettonie et la Russie à l'est à Kārsava via Rēzekne et Daugavpils jusqu'à la frontière entre la Lettonie et la Lituanie à Medumi/Zarasai au sud-est
- , la rocade ouest de la ville relie l' à l' en traversant le Daugava.

Daugavpils est desservie par les routes régionales :
- Courte liaison au nord-est de la ville, relie l'A13 et l'A6 (Stropi – Krauja)
- Périphérique au sud-est de la ville (Taboré – Laucese)
- en direction ouest jusqu'à l'A6 à proximité de Tilti, elle suit l’ancien tracé de la route de Riga.
- depuis le pont de la ville sur la Düna (A13) en direction du sud-est, jusqu'à la Frontière entre la Biélorussie et la Lettonie à Silene.

Deux ponts routiers traversent la Düna : dans le centre-ville, l'A13 et à la limite ouest de la ville, un pont routier et ferroviaire commun (A14).
Les ponts les plus proches enjambant la rivière se trouvent à 80 km en aval à Jēkabpils et à 50 km en amont à Krāslava.

### Transport  ferroviaire

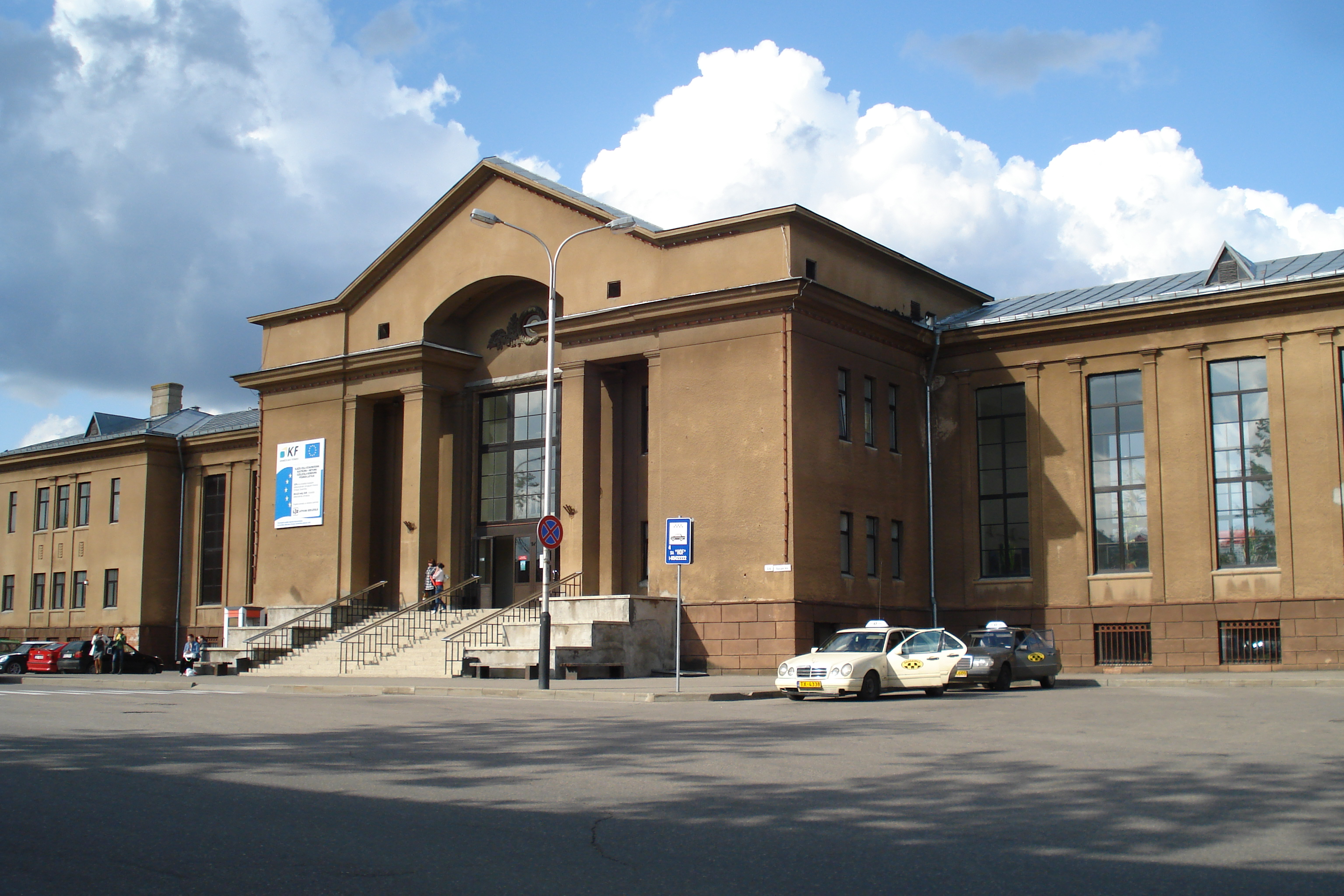
Gare de Daugavpils.

La gare de Daugavpils est située à l'intersection de deux lignes européennes.
Le chemin de fer Saint-Pétersbourg-Varsovie, inauguré en 1862, s'étend du nord au sud et va, entre autres, via Pskov (Russie) et Rēzekne jusqu'à Daugavpils et plus au sud via Vilnius (Lituanie), Hrodna (Biélorussie) et Białystok (Pologne).
Venant du nord-ouest, la ligne de Riga à Daugavpils (lv), en service depuis 1866, passe aussi par la gare de Daugavpils.
D'autres itinéraires desservent Panevėžys et Šiauliai en Lituanie et Polotsk/Vitebsk en Biélorussie.
La gare se trouve à la limite nord du centre-ville, dans la rue commerçante Rīgas iela.
Elle a été inaugurée en 1861 et, après avoir été détruite pendant la Seconde Guerre mondiale, elle a été reconstruite en 1953.
Pour le trafic de marchandises, il existe des voies de contournement à l'ouest et au nord de la ville ainsi qu'une grande gare de triage à la limite nord du centre-ville
La ville compte deux ponts ferroviaires, l'un à l'ouest du centre-ville est traversé par le chemin de fer de Varsovie et l'autre sur la rocade ouest des marchandises parallèle à la route nationale A14 à la périphérie ouest de la ville, traversent le Daugava.
Le pont faisant partie du chemin de fer de Varsovie a été renforcé en 1932 pour permettre le passage de wagons de marchandises pesant jusqu'à 32 tonnes.
Il n'y a que deux autres ponts ferroviaires sur le Daugava dans toute la Lettonie, l'un, le pont ferroviaire de Riga, à la gare de Riga et l'autre à Jēkabpils.

### Transport aérien
L'aéroport de Daugavpils (en) n'est pas opérationnel.
Depuis 2005, il était prévu de transformer l'ancien aérodrome militaire soviétique de Lociki, à 12 km au nord-est de la ville, en futur aéroport civil.
En raison du manque de financement de l’État et de l’UE, en 2021, la municipalité a voté la fin des activités de l'aéroport et le début de la liquidation des actifs.
Le seul aéroport international du pays reste donc l'aéroport de Riga, situé à environ 200 km à l'ouest. Plus proches se trouvent l'aéroport de Vilnius en Lituanie (160 km au sud) et l'aéroport de Polotsk (en) en Biélorussie (160 km à l'est).

## Monuments, bâtiments, installations
- Église Saint-Pierre-aux-Liens
- Église de l'Immaculée-Conception
- Cathédrale Saint-Boris-et-Saint-Gleb
- Église Martin Luther
- Église de la Nativité de la Mère de Dieu[9]  (vieux-croyant)
- Église Alexander Nevsky
- Cadran solaire
- Maison de l'Unité, Vienibas Nams (1937)
- Maison Lettonie, Latviesu maja
- Forteresse de Daugavpils (1810-1878)
- Musée Mark Rothko[10],[11],[12], à la Forteresse,
- Musée des véhicules militaires, au Manoir Svente
- Musée régional d'art de Daugavpils (1883)
- Musée juif de Daugavpils et Latgale, et Synagogue rénovée
- Musée Shmakovka (alcool local)
- Centre culturel russe, Maison Russe
- Centre culturel biélorusse
- Centre culturel polonais
- Centre d'art de la poterie de Daugavpils, Mala makslas centrs
- Théâtre (1856)
- Académie Internationale Balte
- Parc Dubrovin (ancien maire)
- Parc central
- Jardin public Andrejs Pumpurs (poète), avec la nouvelle chapelle Alexandre Nevski
- Jardin botanique
- Zoo de Latgale
- Centre des chauves-souris de Daugavpils, à la Forteresse

## Personnalités
- Meir Simcha de Dvinsk (en) (1843–1926), rabbin et grand talmudiste du début du XXe siècle.
- Joseph Rosen dit Rogatchover Gaon (1858 -1936), rabbin éminent réputé pour ses connaissances talmudiques, un des plus grands talmudistes du début du XXe siècle.
- Abraham Isaac Kook (1865-1935), grand rabbin, kabbaliste
- Ievgueni Miller (1867-1939)), militaire, général russe-blanc
- Grzegorz Fitelberg (1879-1953), compositeur et chef d'orchestre, polonais
- Isaak Roubine (1886-1937), économiste
- Isaac Steinberg (1888-1957), homme politique soviétique
- Solomon Mikhoels (1890-1948), acteur yiddish soviétique
- Oscar Strok (1893-1975), compositeur
- Aleksandr Kononov (1895-1957), écrivain de littérature d'enfance et de jeunesse soviétique
- Jules Borkon (1896-1968), imprésario, producteur de spectacles et de cinéma (en France)
- Shaoul Avigour (1899-1978), un des acteurs de l'Alya vers Israël
- Mark Rothko (1903-1970), peintre américain
- Władysław Raginis (1908-1939), capitaine polonais
- Wacław Łapkowski (1913-1941), pilote de chasse polonais de la Seconde Guerre mondiale
- Anatole Abragam (1914-2011), physicien français d'origine russe
- Alfrēds Rubiks (1935-), politique
- Uļjana Semjonova (1952-), joueuse de basketball soviétique, est née à Daugavpils.
- Boriss Cilevičs (1956-), physicien, mathématicien, politique
- Sergueï Larine (1956-2008), ténor russe
- Igors Kazanovs (1963-), athlète letto-russe
- Oļegs Maļuhins (1969-), biathlète letto-russe
- Jurģis Pučinskis (1973-), footballeur
- Ivans Lukjanovs (1987-), footballeur
- Aleksandrs Cauņa (1988-), footballeur
- Artjoms Rudņevs (1988-), footballeur letton-russe
- Viktoria Modesta (1988-), chanteuse britannique
- Andrejs Kovaļovs (1989-), footballeur
- Anastasija Grigorjeva (1990-), lutteuse
- Laura Bicane (1990-) chanteuse et compositrice
- Deniss Vasiljevs (1999-) patineur artistique

## Jumelages
| Ville | Ville                           | Pays | Pays        | Période                    |
| ----- | ------------------------------- | ---- | ----------- | -------------------------- |
|       | Alaverdi,                       |      | Arménie     | depuis le 2 octobre 2012   |
|       | Babrouïsk,                      |      | Biélorussie | depuis le 8 juin 2012      |
|       | Batoumi,                        |      | Géorgie     | depuis le 3 août 2012      |
|       | Braslaw                         |      | Biélorussie |                            |
|       | Bălți                           |      | Moldavie    | depuis 2015                |
|       | district administratif central, |      | Russie      | depuis le 18 février 2003  |
|       | Etchmiadzin                     |      | Arménie     |                            |
|       | Ferrare                         |      | Italie      | depuis le 18 mars 1998     |
|       | Haderslev (en)                  |      | Danemark    | depuis 1993                |
|       | Harbin,                         |      | Chine       | depuis le 6 janvier 2003   |
|       | Kharkiv,                        |      | Ukraine     | depuis le 23 août 2008     |
|       | Lida,                           |      | Biélorussie | depuis janvier 2012        |
|       | Magdebourg,                     |      | Allemagne   | depuis septembre 2012      |
|       | Magnitogorsk                    |      | Russie      |                            |
|       | Motala,                         |      | Suède       | depuis le 1er juillet 1998 |
|       | Naro-Fominsk,                   |      | Russie      | depuis le 28 novembre 1997 |
|       | Panevėžys (en)                  |      | Lituanie    | depuis le 6 avril 2004     |
|       | Panevėžys,                      |      | Lituanie    | depuis le 6 avril 2004     |
|       | Pskov,                          |      | Russie      | depuis le 13 mars 2006     |
|       | Radom,                          |      | Pologne     | depuis le 17 décembre 1993 |
|       | Ramla,                          |      | Israël      | depuis le 17 novembre 2003 |
|       | Saint-Pétersbourg,              |      | Russie      | depuis le 27 avril 2004    |
|       | Stryï                           |      | Ukraine     |                            |
|       | Visaginas                       |      | Lituanie    | depuis le 4 février 2022   |
|       | Vitebsk,                        |      | Biélorussie | depuis le 25 juillet 1998  |

## Galerie

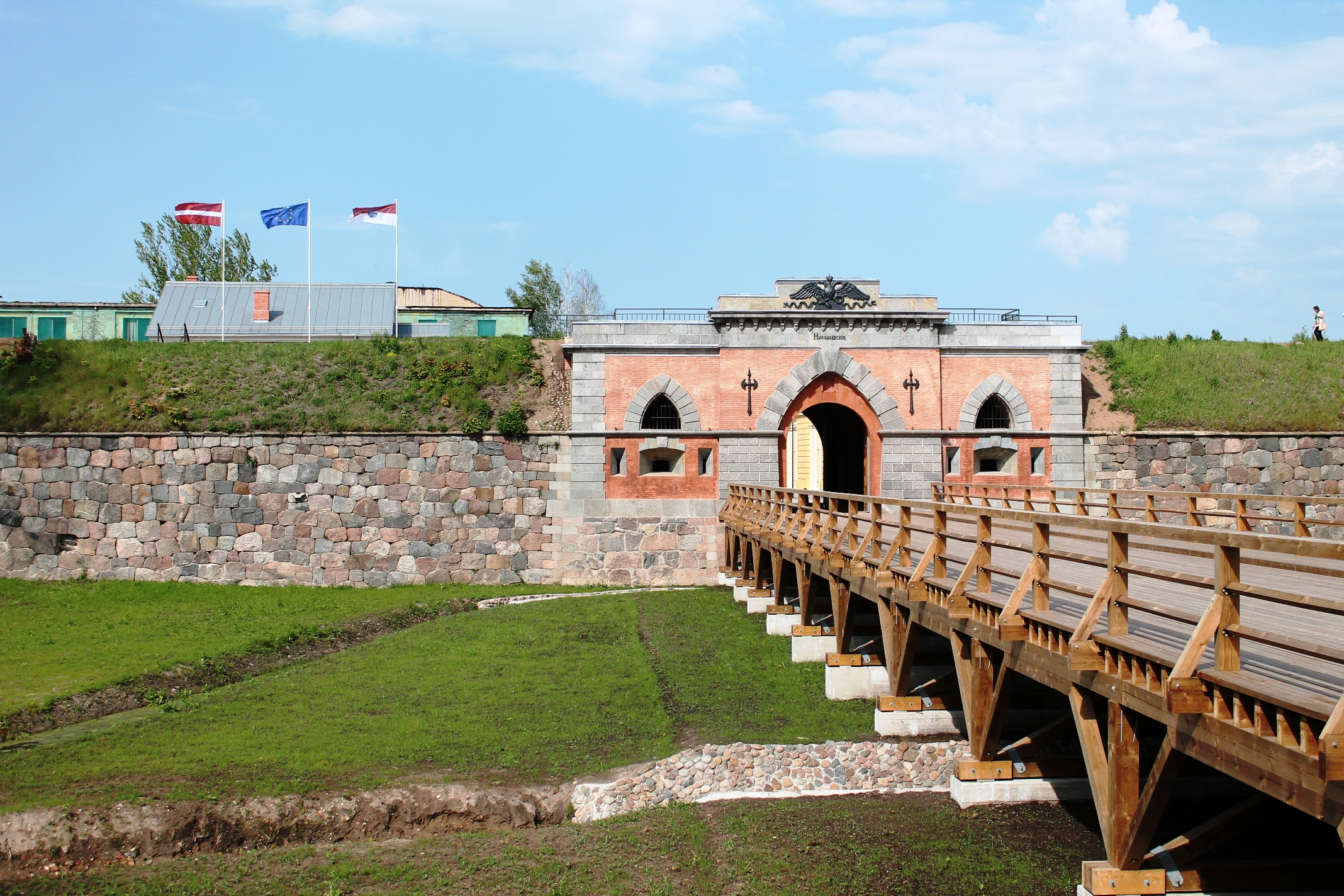
Forteresse - la porte Nicolas
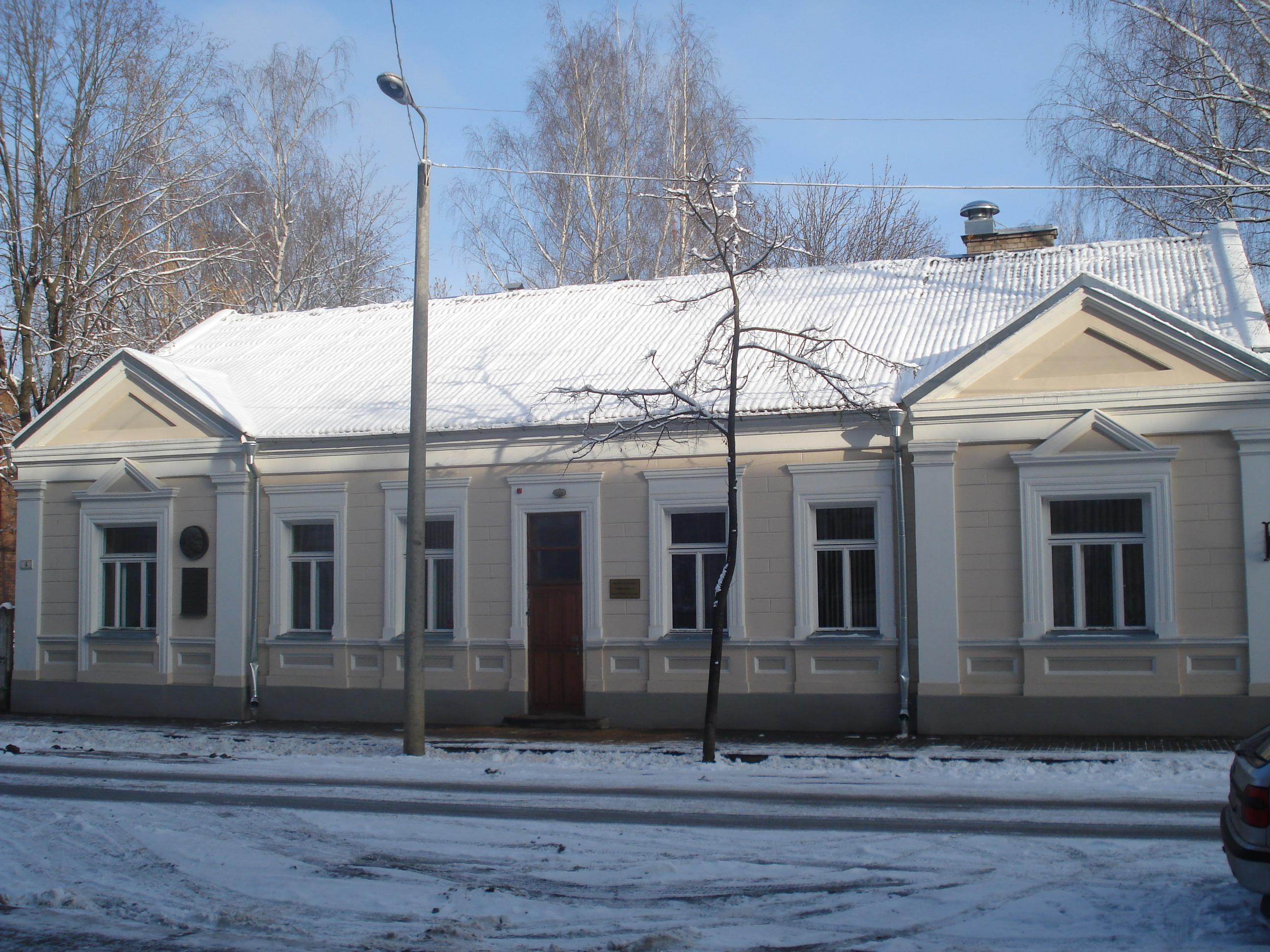
Maison Solomon Mikhoels - l'établissement pour enfants inadaptés.
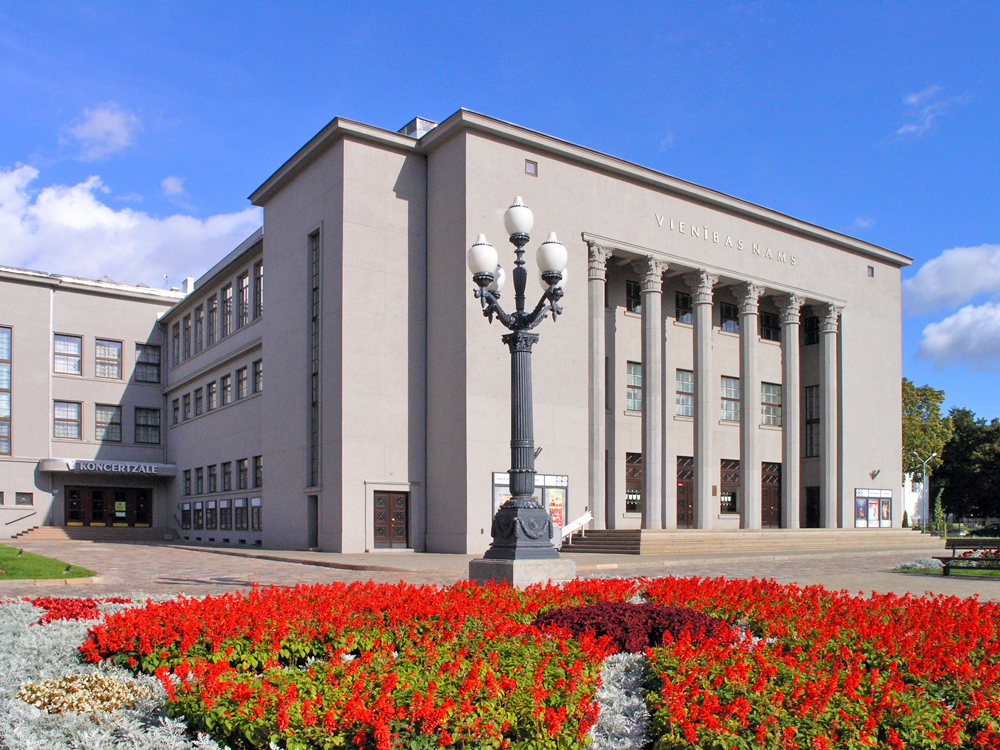
Théâtre de Daugavpils.
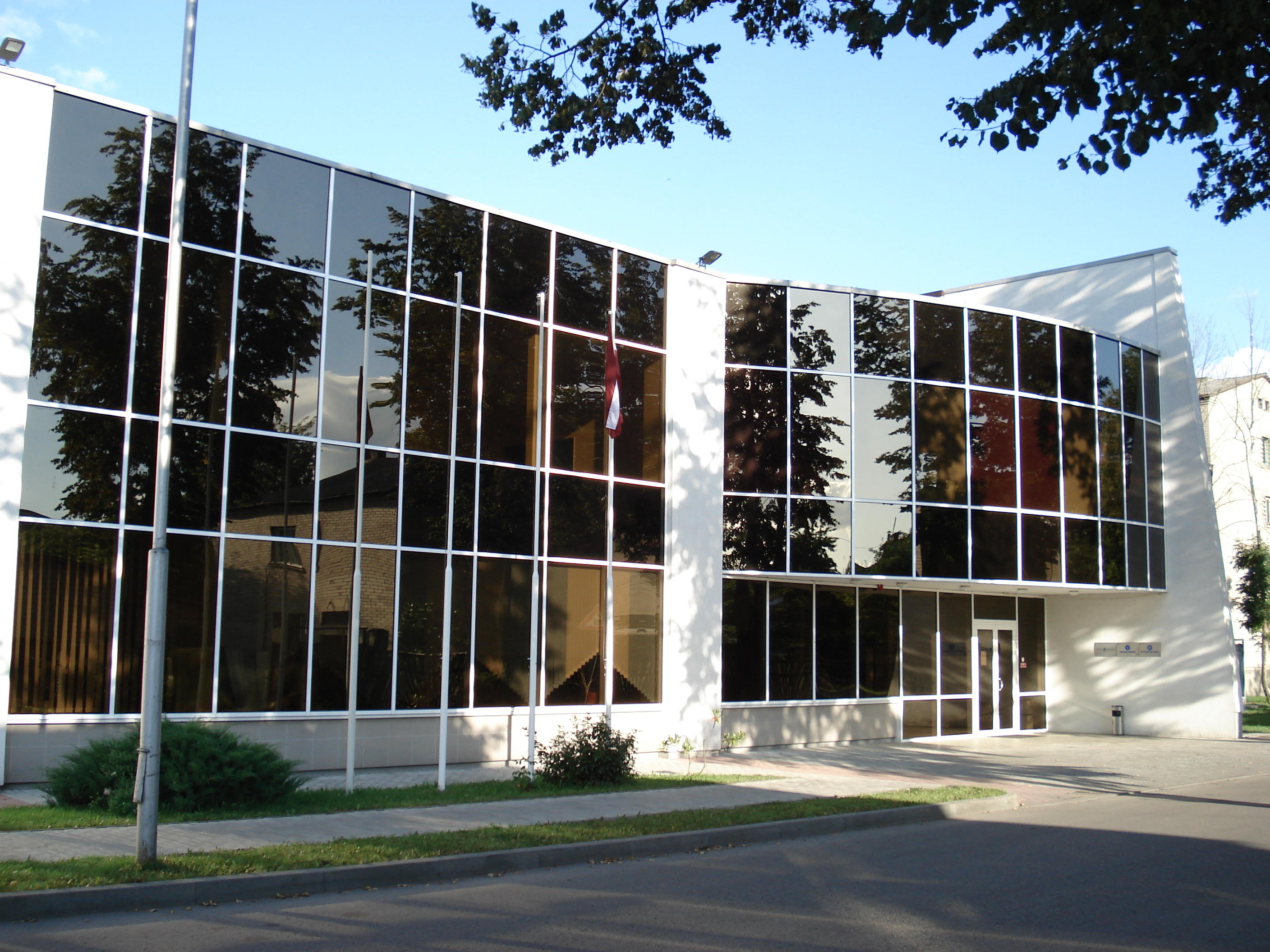
Academie Internationale Balte à Daugavpils.
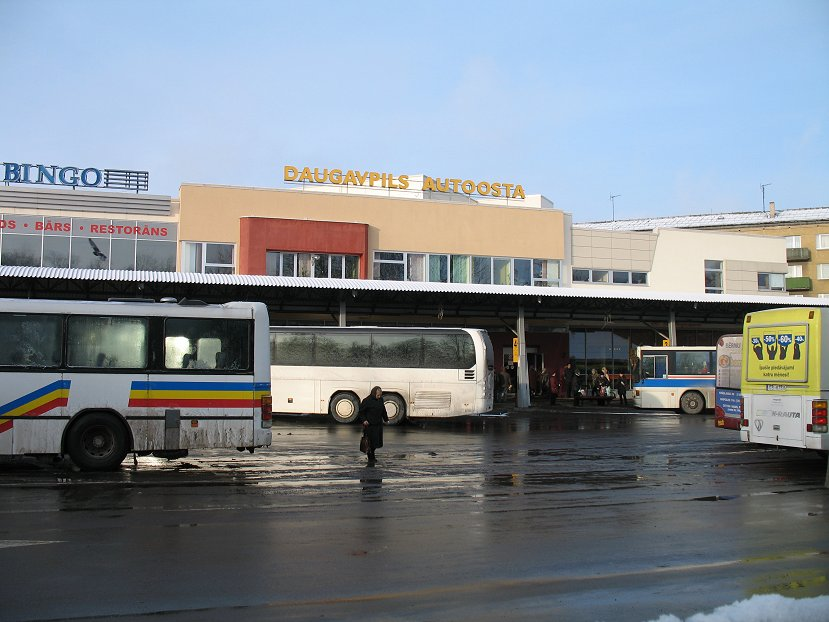
Gare routière de Daugavpils.
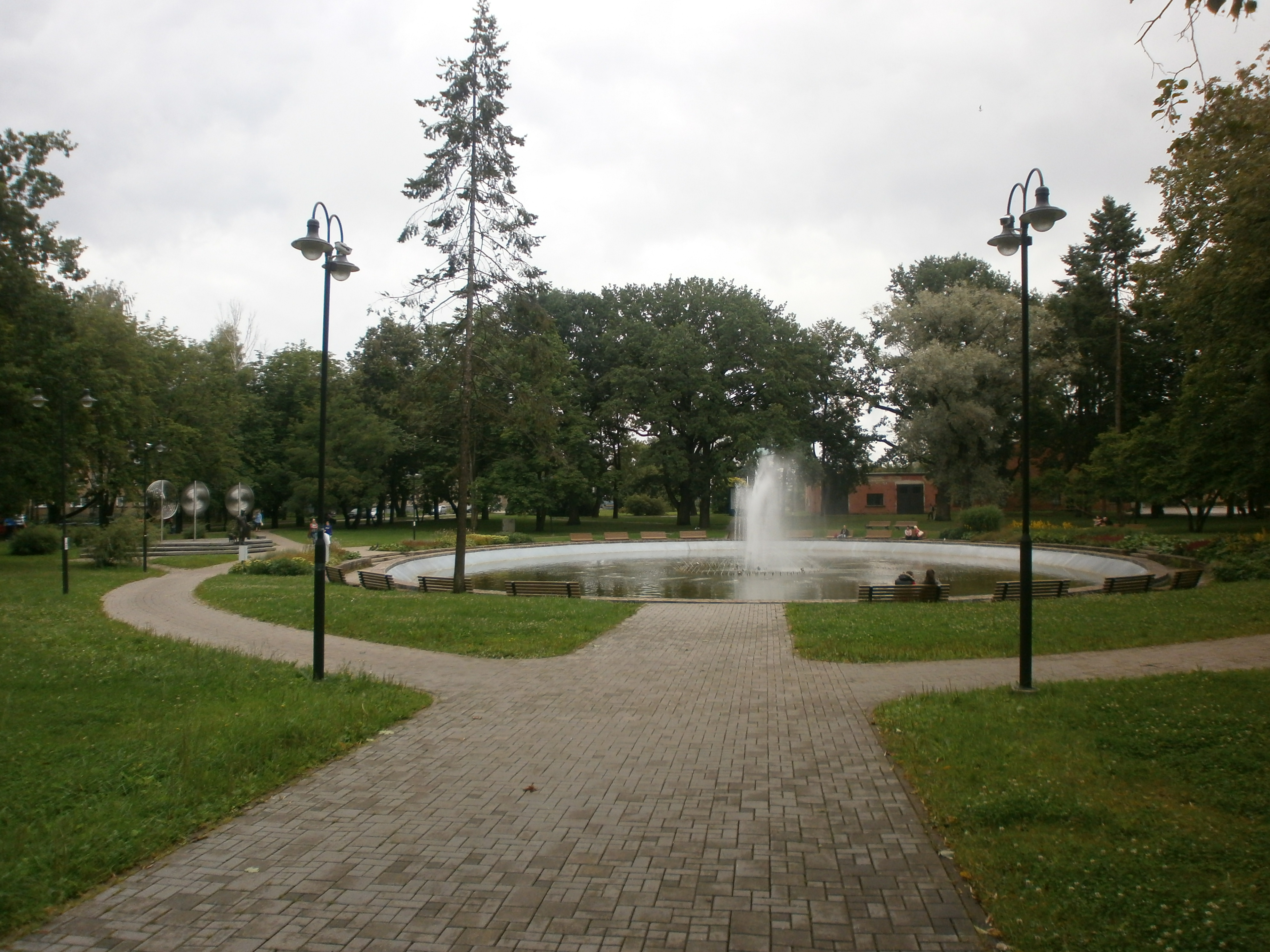
Parc Dubrovin à Daugavpils.
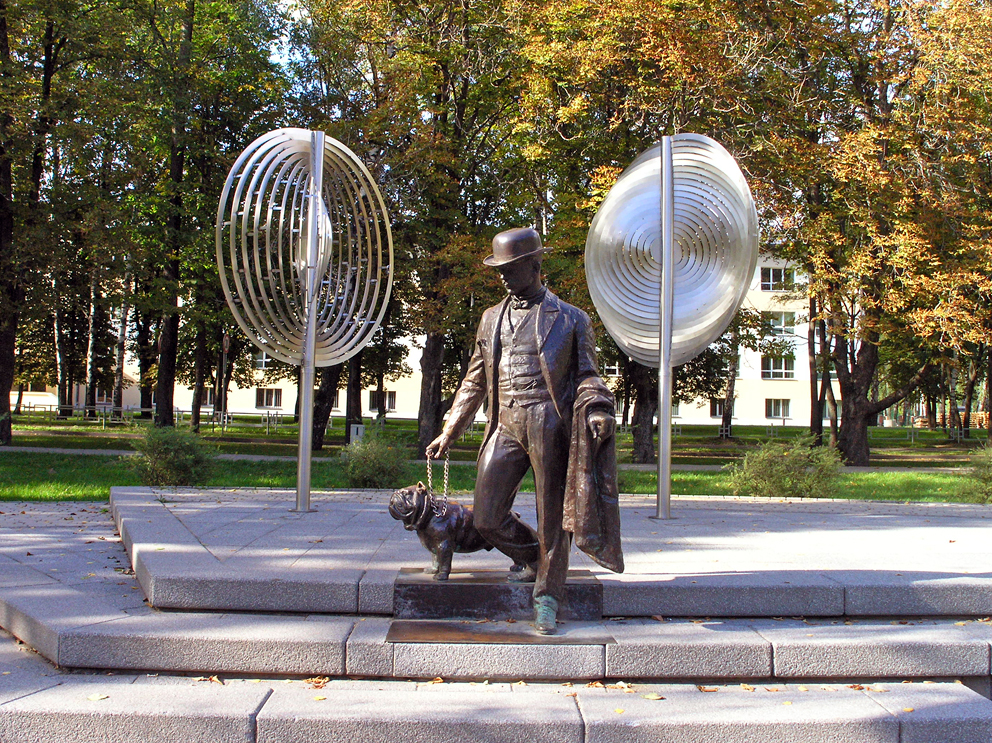
Statue de Pavel Dubrovin.
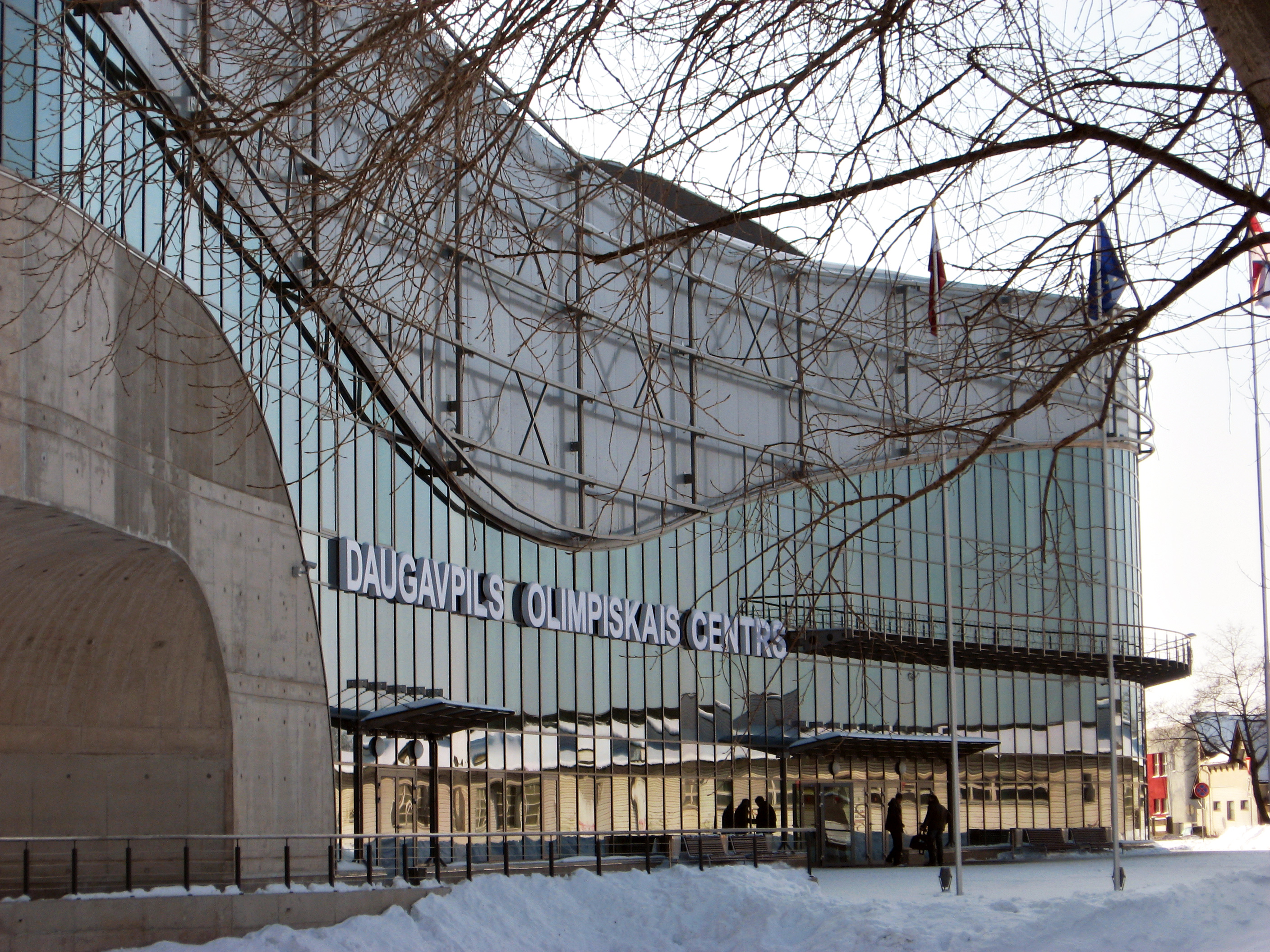
Complexe sportif de Daugavpils.
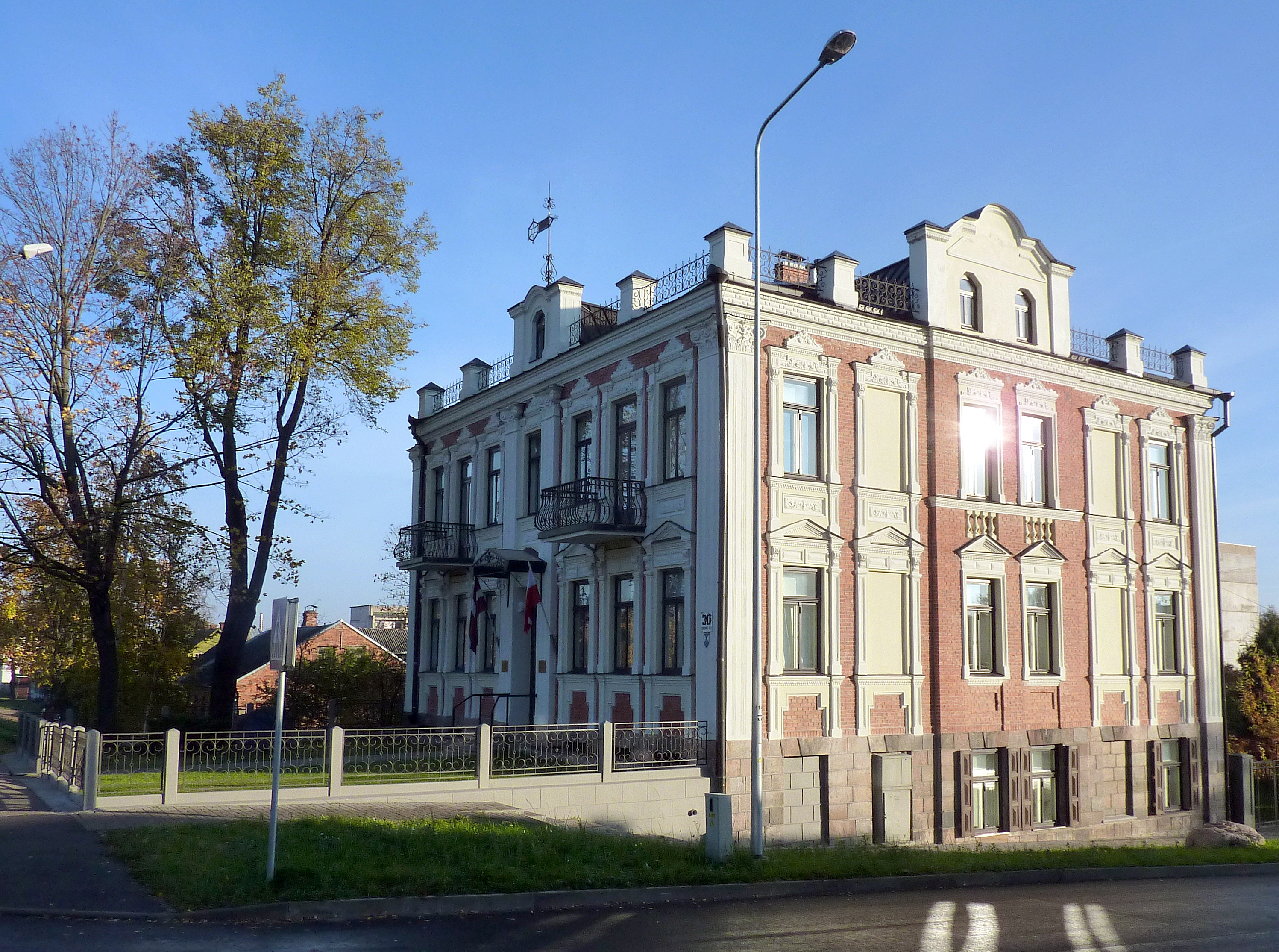
Centre culturel polonais.
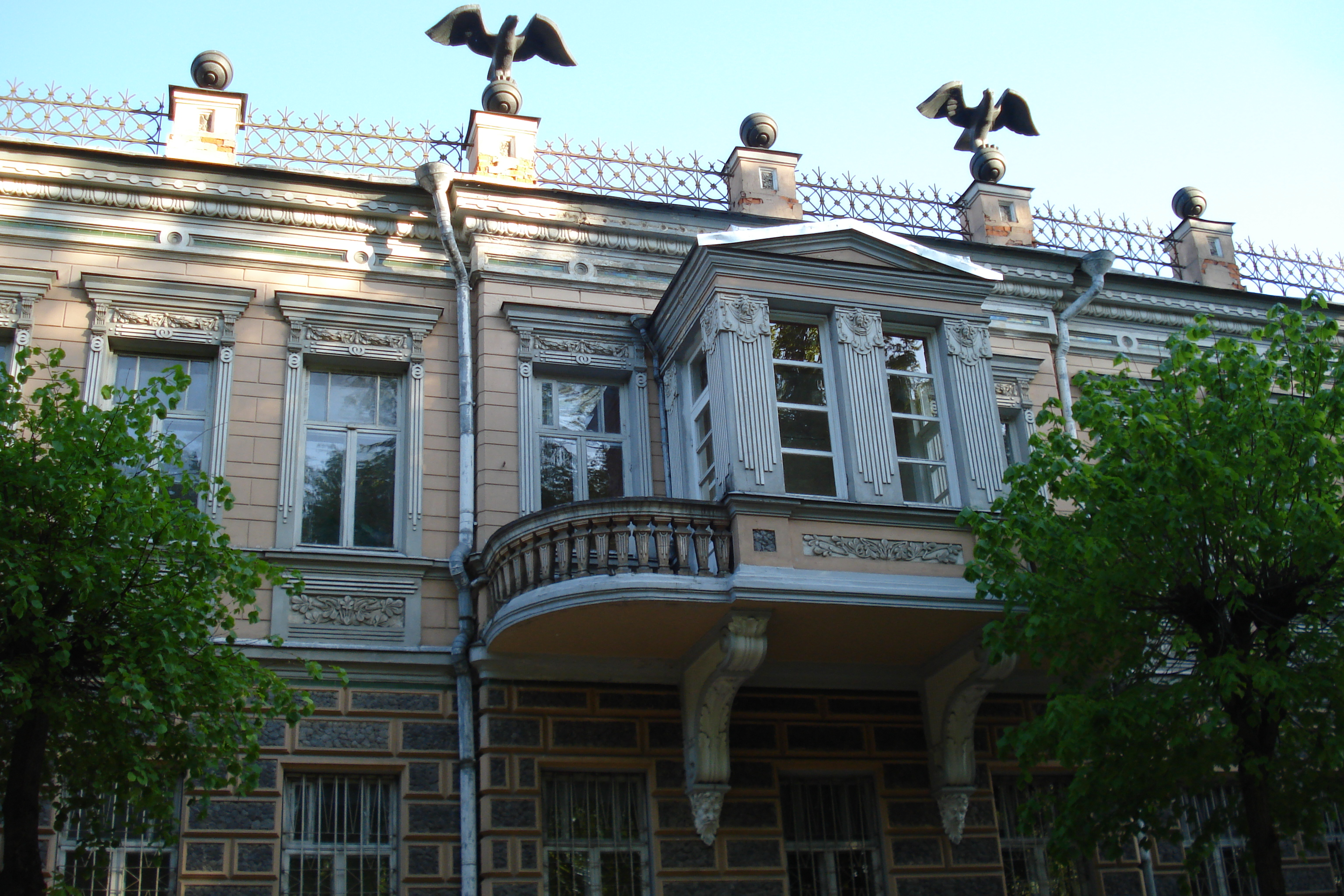
musée des beaux arts de Daugavpils
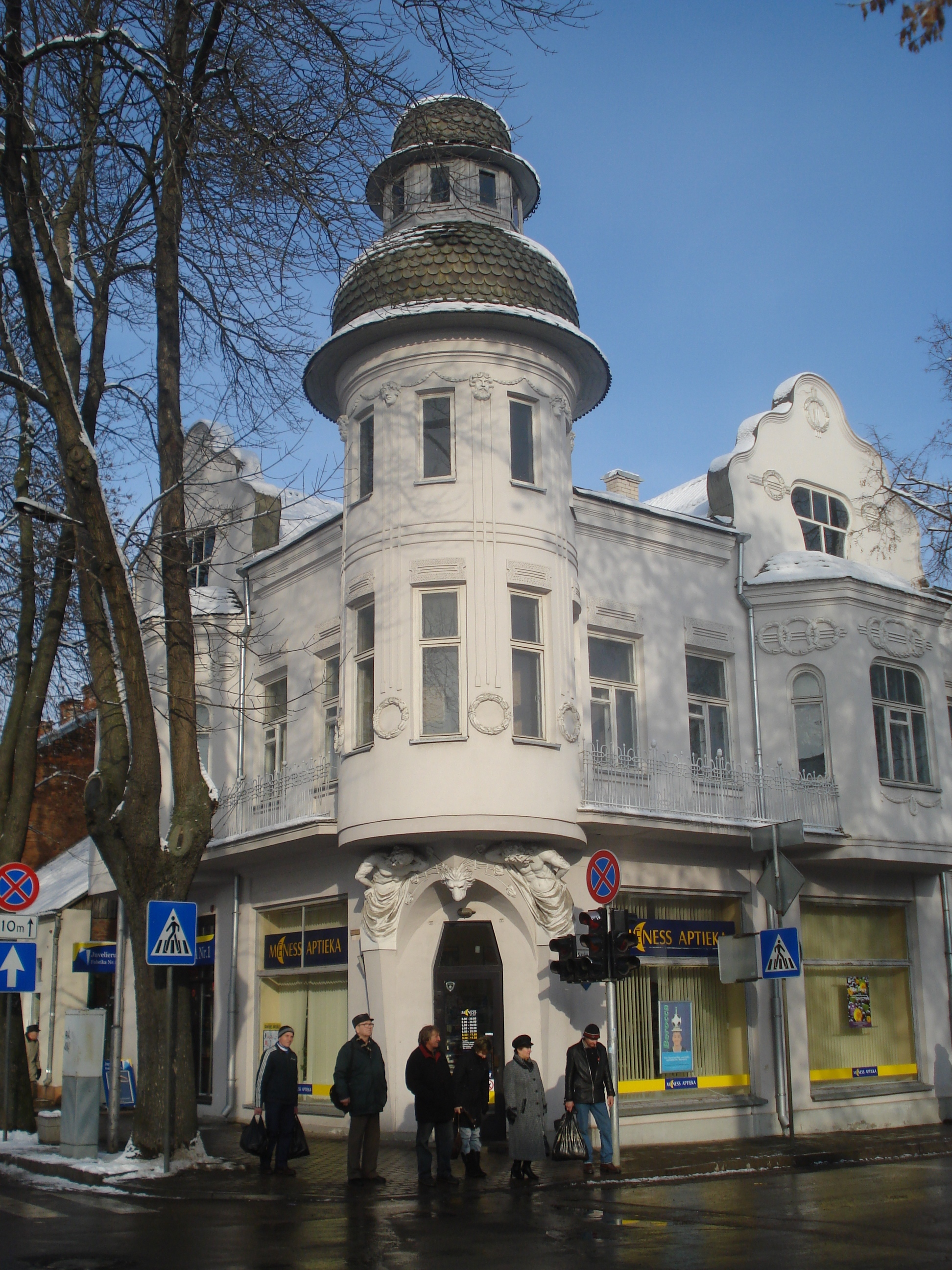
« Bâtiment éclectique » de Daugavpils.
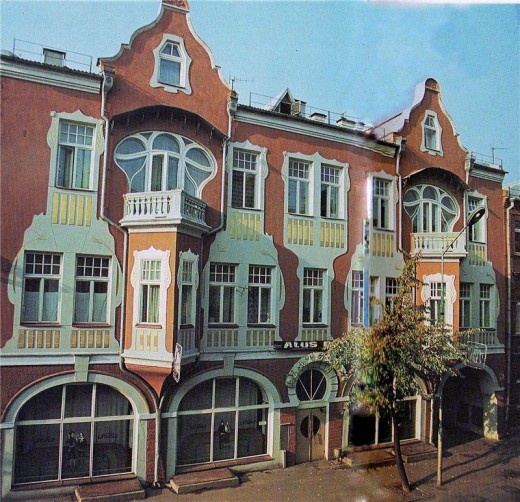
rue Saules.
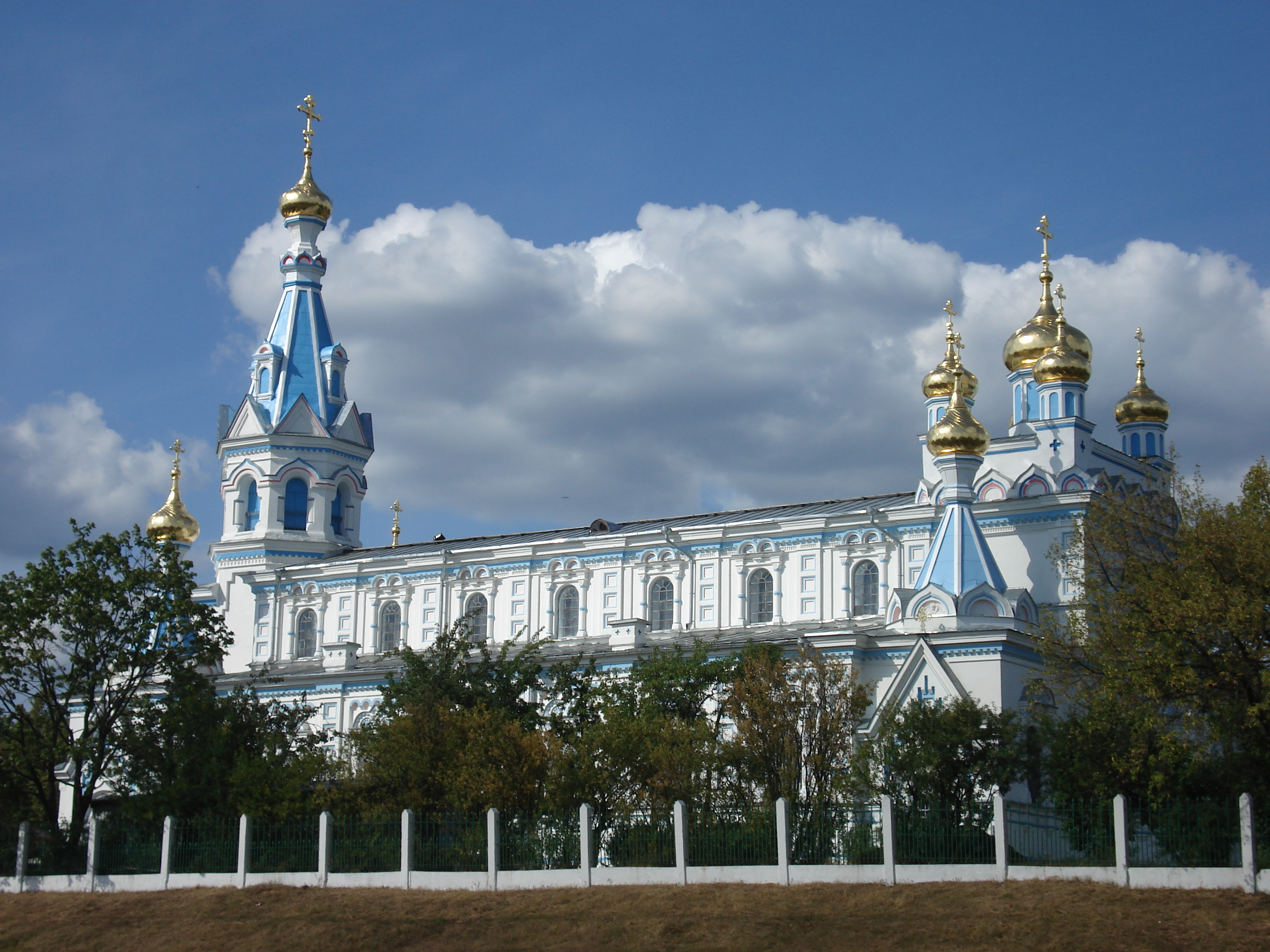
Vue de la cathédrale Saint-Boris-et-Saint-Gleb
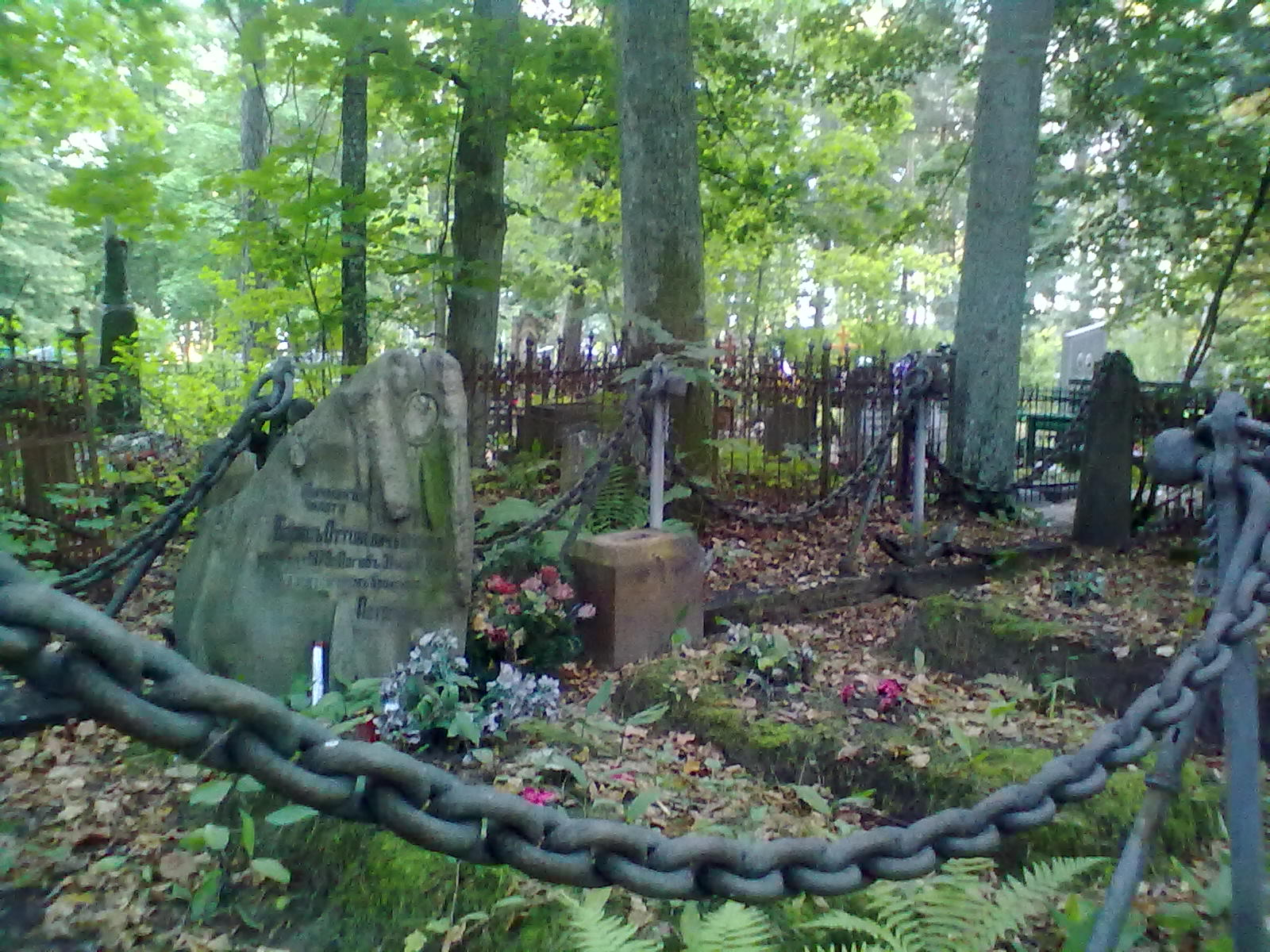
Cimetière de Daugavpils.